# Okunošima
Okunošima (japonsky 大久野島) je malý ostrov ve Vnitřním moři, který je součástí města Takehara v prefektuře Hirošima v Japonsku. Je přístupný trajektem, a nachází se na něm tábořiště, turistické trasy a historické lokality. Ostrov sehrál klíčovou roli během druhé světové války, jelikož zde Japonské císařství provozovalo továrnu na výrobu chemických zbraní, které byly posléze použity v Číně. Kvůli testování zbraní bylo na ostrov přivezeno několik králíků. Po válce byl ostrov uzavřen a zvířata měla být utracena. Pravděpodobně však byla místo toho vypuštěna do volné přírody, a vytvořila základ rozsáhlé populace divokých králíků, podle nichž je ostrov v japonštině označován jako Usagi Džima (japonsky ウサギ島, tj. „Ostrov králíků“).